# Joe Theismann
College Football Hall of Fame 2003
(en) Statistiques sur pro-football-reference
Joseph Robert « Joe » Theismann, né le 9 septembre 1949 à New Brunswick dans le New Jersey, est un joueur américain de football américain et de football canadien ayant évolué comme quarterback.

## Biographie

### Jeunesse
Américain, son père est autrichien et sa mère hongroise.

### Carrière universitaire
Étudiant à l'université Notre-Dame, il a joué pour le Fighting Irish de Notre Dame. En course pour le trophée Heisman en 1970, il finit deuxième derrière Jim Plunkett de l'université Stanford.

### Carrière professionnelle
Sélectionné en 99e positon lors de la draft 1971 de la NFL par les Dolphins de Miami, il est également sélectionné en fin de la draft de la Ligue majeure de baseball par les Twins du Minnesota. N'arrivant pas à s'entendre avec les Dolphins, il signe aux Argonauts de Toronto dans la Ligue canadienne de football. Après y être resté trois saisons, de 1971 à 1973, Theismann signe aux Redskins de Washington qui avaient acquis ses droits. En 1978, il parvient à devenir le quarterback titulaire à la place de Billy Kilmer. Menant les Redskins, il remporte le Super Bowl XVII et est finaliste du Super Bowl XVIII. Une blessure à la suite d'un sack de Lawrence Taylor et de Harry Carson en 1985 met fin à sa carrière.
Sélectionné deux fois au Pro Bowl (1982 et 1983) et une fois en All-Pro (1983), il est élu joueur offensif de l'année en NFL et meilleur joueur de la NFL en 1983. Il fait partie du College Football Hall of Fame depuis 2003 et du New Jersey State Interscholastic Athletic Association depuis 1997. Il reçoit le Walter Payton Man of the Year Award et le Bert Bell Award en 1983.

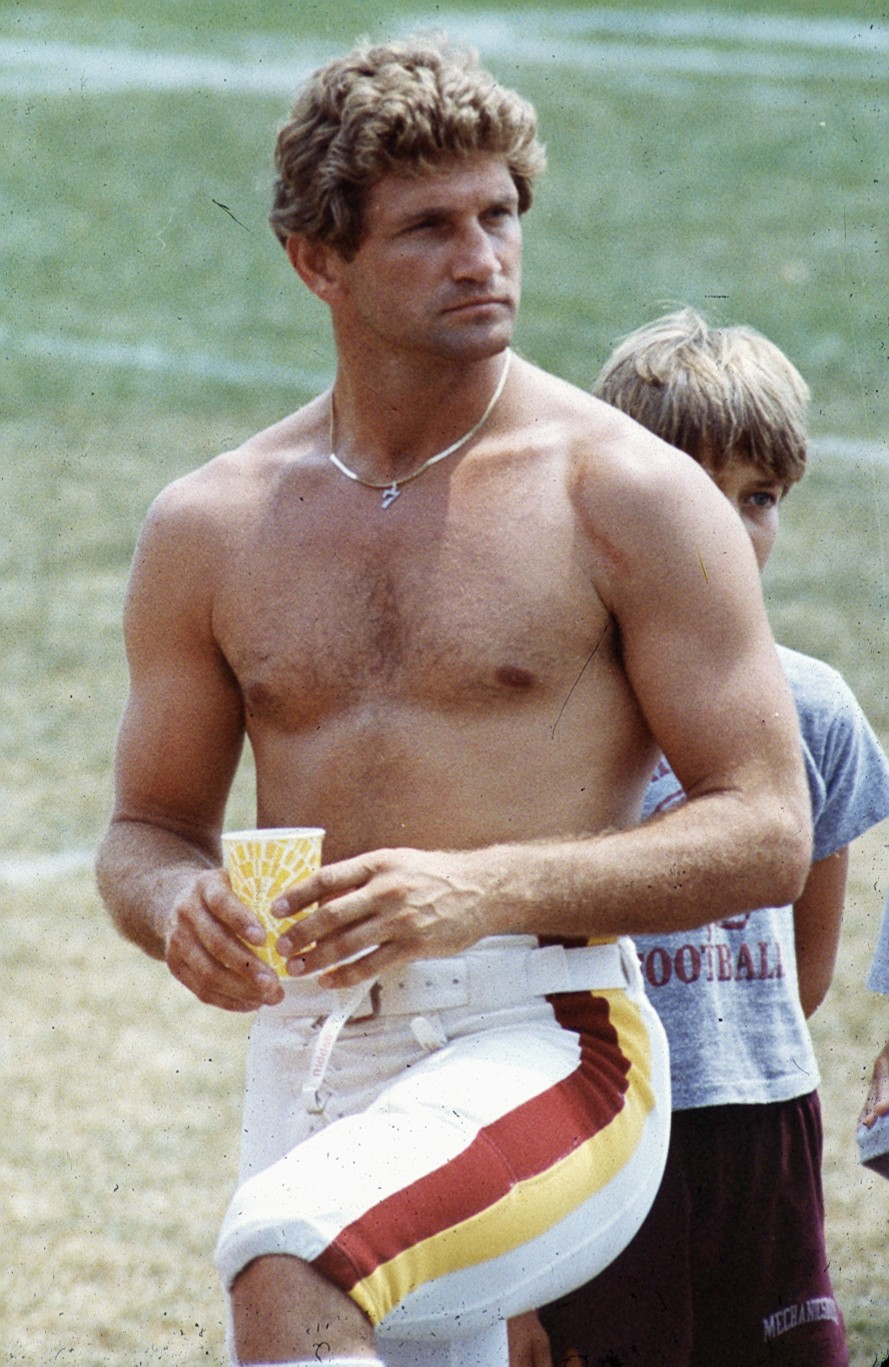
Joe Theismann à l'entraînement lors de sa période aux Redskins de Washington
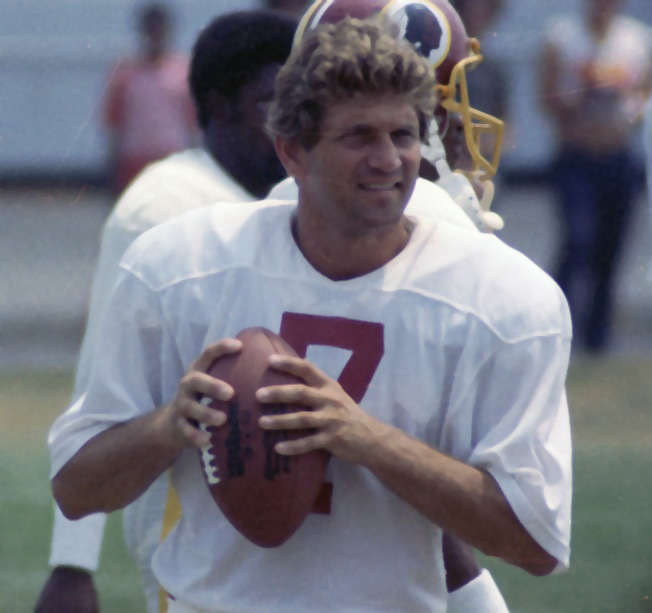
Joe Theismann en 1983
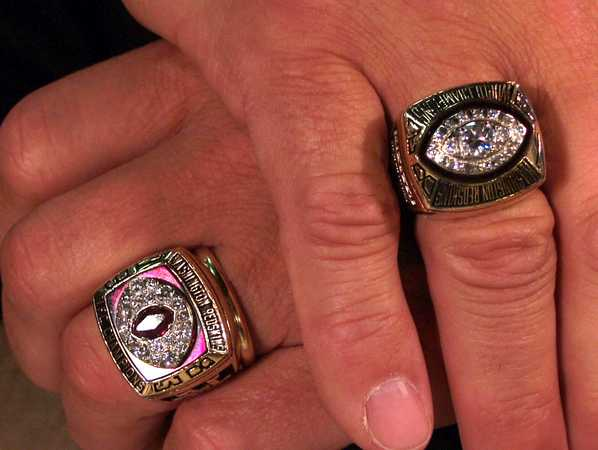
Bague NFL de Joe Theismann

### Après carrière
Après sa carrière sportive, il devient commentateur sportif avant de se lancer dans plusieurs investissements : un restaurant en Virginie et une prise de participation dans la franchise des Destroyers de la Virginie dans l'United Football League.

## Statistiques
| Année                    | Équipe                   | MJ                       |         | Passes   | Passes | Passes | Passes | Passes | Passes | Passes  |       | Courses | Courses | Courses | Courses |
| Année                    | Équipe                   | MJ                       | Tentées | Réussies | Pct.   | Yards  | TD     | Int.   | Éval.  | Tentées | Yards | Moy.    | TD      |         |         |
| 1971                     | Argonauts de Toronto     | 14                       | 278     | 148      | 53,2   | 2 440  | 17     | 21     | 71,9   | 81      | 564   | 7       | 1       |         |         |
| 1972                     | Argonauts de Toronto     | 6                        | 127     | 77       | 60,6   | 1 157  | 10     | 13     | 77,2   | 21      | 147   | 7       | 1       |         |         |
| 1973                     | Argonauts de Toronto     | 14                       | 274     | 157      | 57,3   | 2 496  | 13     | 13     | 83,8   | 70      | 343   | 4,9     | 1       |         |         |
|                          |                          |                          |         |          |        |        |        |        |        |         |       |         |         |         |         |
| 1974                     | Redskins de Washington   | 9                        | 11      | 9        | 81,8   | 145    | 1      | 0      | 149,1  | 3       | 12    | 4       | 1       |         |         |
| 1975                     | Redskins de Washington   | 14                       | 22      | 10       | 45,5   | 96     | 1      | 3      | 33,7   | 3       | 34    | 11,3    | 0       |         |         |
| 1976                     | Redskins de Washington   | 14                       | 163     | 79       | 48,5   | 1 036  | 8      | 10     | 59,8   | 17      | 97    | 5,7     | 1       |         |         |
| 1977                     | Redskins de Washington   | 14                       | 182     | 84       | 46,2   | 1 097  | 7      | 9      | 57,9   | 29      | 149   | 5,1     | 1       |         |         |
| 1978                     | Redskins de Washington   | 16                       | 390     | 187      | 47,9   | 2 593  | 13     | 18     | 61,6   | 37      | 177   | 4,8     | 1       |         |         |
| 1979                     | Redskins de Washington   | 16                       | 395     | 233      | 59     | 2 797  | 20     | 13     | 83,9   | 46      | 181   | 3,9     | 4       |         |         |
| 1980                     | Redskins de Washington   | 16                       | 454     | 262      | 57,7   | 2 962  | 17     | 16     | 75,2   | 29      | 175   | 6       | 3       |         |         |
| 1981                     | Redskins de Washington   | 16                       | 496     | 293      | 59,1   | 3 568  | 19     | 20     | 77,3   | 36      | 177   | 4,9     | 2       |         |         |
| 1982                     | Redskins de Washington   | 9                        | 252     | 161      | 63,9   | 2 033  | 13     | 9      | 91,3   | 31      | 150   | 4,8     | 0       |         |         |
| 1983                     | Redskins de Washington   | 16                       | 459     | 276      | 60,1   | 3 714  | 29     | 11     | 97     | 37      | 234   | 6,3     | 1       |         |         |
| 1984                     | Redskins de Washington   | 16                       | 477     | 283      | 59,3   | 3 391  | 24     | 13     | 86,6   | 62      | 314   | 5,1     | 1       |         |         |
| 1985                     | Redskins de Washington   | 11                       | 301     | 167      | 55,5   | 1 774  | 8      | 16     | 59,6   | 25      | 115   | 4,6     | 2       |         |         |
| Totaux en carrière (NFL) | Totaux en carrière (NFL) | Totaux en carrière (NFL) | 3 602   | 2 044    | 56,7   | 25 206 | 160    | 138    | 77,4   | 355     | 1 815 | 5,1     | 17      |         |         |